# Teigny
Teigny – miejscowość i gmina we Francji, w regionie Burgundia-Franche-Comté, w departamencie Nièvre.
Według danych na rok 1990 gminę zamieszkiwało 121 osób, a gęstość zaludnienia wynosiła 16 osób/km² (wśród 2044 gmin Burgundii Teigny plasuje się na 789. miejscu pod względem liczby ludności, natomiast pod względem powierzchni na miejscu 1073.).